# Polia (vlindergeslacht)
Polia is een geslacht van nachtvlinders uit de familie Noctuidae.

## Soorten
- P. accessa Herrich-Schäffer, 1856
- P. adjuncta Staudinger, 1888
- P. altaica (Lederer, 1853)
- P. atrirena Hampson, 1905
- P. bombycina

Bruine heide-uil Hufnagel, 1766
- P. conspicua A. Bang-Haas, 1912
- P. cuprescens Hampson, 1905
- P. cherrug Rakosy & Wieser, 1997
- P. discalis Grote, 1877
- P. enodata Bang-Haas, 1912
- P. ganeo Draudt, 1924
- P. goliath Oberthür, 1880
- P. hemichrysea Köhler, 1968
- P. hepatica

Gerande marmeruil (Clerck, 1759)
- P. imbrifera Guenée, 1852
- P. lamuta (Herz, 1903)
- P. malchani (Draudt, 1934)
- P. mortua Staudinger, 1888
- P. nebulosa

Marmeruil (Hufnagel, 1766)
- P. nimbosa Guenée, 1852
- P. nugatis Smith, 1898
- P. pedregalensis Beutelspacher, 1984
- P. piniae Buckett & Bauer, 1966
- P. propodea McCabe, 1980
- P. purpurissata Grote, 1864
- P. richardsoni (Curtis, 1835)
- P. rogenhoferi Möschler, 1870
- P. sabmeana Mikkola, 1980
- P. scawerdae Sheljuzhko, 1933
- P. scotochlora Kollar, 1848
- P. serratilinea Ochsenheimer, 1816
- P. similissima Plante, 1982
- P. surgens Dyar, 1910
- P. tiefi Püngeler, 1914
- P. trimaculosa Esper, 1788
- P. tucumana Köhler, 1979
- P. vasjurini Sukhareva, 1976
- P. vespertilio (Draudt, 1934)
- P. vesperugo Eversmann, 1856